# Zastava Bruneja
Zastava Bruneja usvojena je 29. rujna 1959., a počela se koristiti neovisnošću, 1. siječnja 1984.
Grb je centriran na žutoj pozadini koja je presječena crnim i bijelim dijagonalama, koje se službeno nazivaju paralelogramima. Na grbu je polumjesec, simbol islama. Kraci su ujedinjeni suncobranom koji je simbol monarhije, a tu su i dvije rukavice s obje strane.
Na vrpci arapskim slovima piše "država Brunej, boravište mira", te "uvijek na usluzi pod Božjim vodstvom."
Žuta je boja i simbol plemstva.

## Vanjske poveznice
- Službeni opis zastave - brunei.gov.bn   Arhivirana inačica izvorne stranice od 4. kolovoza 2006. (Wayback Machine)
- Flags of the World